# Ebru Gündeş
Ebru Gündeş (født 12. oktober 1974) er en tyrkisk sanger og skuespiller.   